# Jovan Mišković
Jovan Mišković (cirílico serbio: Јован Мишковић) fue un general serbio, ministro de Defensa, teórico militar, escritor y presidente de la Academia Serbia de Ciencias y Artes.

## Biografía
Mišković nació en Negotin en 1844, y en 1865 se graduó en la Escuela de Artillería de Belgrado. Durante la guerra serbo-turca de 1876-1877 mandó la brigada Čačak y más tarde la brigada Užice. En la Segunda Guerra Serbo-Turca de 1877-1878, fue Jefe del Departamento Operativo del Mando Supremo y del cuartel general de Timok.
De 1878 a 1880 Miškovič fue el nuevo Ministro de Defensa, conocido por introducir una nueva formación y llevar a cabo una reorganización parcial del ejército serbio. De 1883 a 1885, fue el jefe del ejército activo y de su cuartel general.
Mišković fue comandante en la guerra serbo-búlgara de 1885, dirigiendo la división del Drina y participando en la batalla de Slivnitsa y en los combates en torno a Pirot.
Fue nombrado Jefe del Estado Mayor serbio de 1888 a 1890.
Jovan Mišković fue miembro titular de la Sociedad Científica Serbia y del Comité Matemático y más tarde miembro titular de la Academia Serbia de Ciencias y Artes en 1908, y su presidente en un mandato. Escribió numerosos artículos de historia de las guerras, táctica y geografía y tradujo varias obras del francés. También ocupó el cargo de presidente de la Cruz Roja de Serbia de 1896 a 1897, cuando le sucedió el general Stevan Zdravković.
Se casó con una hija de Milivoje Blaznavac y tuvieron dos hijos. Mišković era considerado uno de los oficiales serbios más cultos de su época, así como un ejemplo de elevada moral y ética.

## Trabajos
Viajó por toda Serbia y dio descripciones de muchas zonas.
- "Historia de Serbia" (1880),

- "De la guerra de los serbios con los turcos" (1882, 1883)

- "Ejército serbio y guerra durante el levantamiento de 1804-1815" (1895)

- "Viaje a Serbia" (1874)

- "Hidrografía del Principado Independiente de Serbia" (1880)

- "A través de Bosnia, Herzegovina y Boka Kotorska" (1897)

- Descripción del distrito minero (1872)

- "La guerra de Serbia con Turquía 1877-1878" (1879)

- "Del distrito de Knjazevac" (1881) para conocer el terreno de un karaktear militar-estratégico con una imagen geográfico-topográfica se considera la primera obra de carácter científicamente científico sobre esta región, cuyo autor no es extranjero.

- "Dos iglesias antiguas en el distrito de Knjazevac", con descripciones del monasterio de la Santísima Trinidad cerca de Donja Kamenica y de la Iglesia de la Santa Madre de Dios, Donja Kamenica, publicado en la Estrella de la Sociedad Arqueológica Serbia

- "Algunas ciudades antiguas y sus alrededores en el Reino de Serbia", con especial atención a Ravnu y Koželj, publicado en la revista Star of the Serbian Archaeological Society.

## Órdenes y condecoraciones
- Orden de Miloš el Grande I grado, (Serbia)

- Orden del Águila Blanca III, IV y V grado, (Serbia)

- Orden de la Cruz de Takovo I grado, (Serbia)

- Orden de la Cruz de Takovo II grado, (Serbia)

- Orden de la Cruz de Takovo con espadas II y III grado, (Serbia)

- Orden de San Sava I grado, (Serbia)

- Medalla de Oro al Valor (Serbia)

- Medalla de plata al valor (Serbia)

- Medalla al mérito militar (Serbia)

- Medalla conmemorativa de las guerras con Turquía 1876-1878, (Serbia)

- Medalla conmemorativa de la guerra con Bulgaria 1885, (Serbia)

- Orden de Francisco José, Cruz de Caballero (Austria-Hungría)

- Orden de la Corona de Hierro (Austria), (Austria-Hungría)

- Orden de San Alejandro, I grado, Reino de Bulgaria

- Orden de San Estanislao, II grado, (Imperio Ruso)

- Orden de San Estanislao, III grado, (Imperio Ruso)

- Orden de la Medjidie, II grado (Imperio Otomano)

- Legión de Honor, Oficial (Francia)

- Legión de Honor, Comandante (Francia)

- Orden de la Corona (Rumanía)[5]